# Tasquillo (kommun)
Tasquillo är en kommun i Mexiko.   Den ligger i delstaten Hidalgo, i den sydöstra delen av landet, 130 km norr om huvudstaden Mexico City. Antalet invånare är 15 429.
Följande samhällen finns i Tasquillo:
- Tasquillo
- Portezuelo
- San Isidro
- Arbolado
- Bondhí
- San Miguel
- San Nicolás